# The Faceless
The Faceless (от англ. faceless — «безликий») — американский музыкальный коллектив из города Энсино (штат Калифорния), играющий в стиле техничного дэт-метала. Основан гитаристом Майклом Кином в 2004 году.
Дебютный альбом Akeldama был выпущен в ноябре 2006 года, второй — Planetary Duality — в ноябре 2008, третий — Autotheism — 14 августа 2012 года, четвёртый и последний — In Becoming a Ghost — 1 декабря 2017 года.

## История команды
Лидер группы Майкл Кин родился в 1986 году в семье музыкантов. Заниматься игрой на гитаре начал с пяти лет. Сама группа The Faceless была сформирована Кином в 2004 году в городе Энсино, штат Калифорния совместно с басистом Брендоном Гиффином. Они записали свой дебютный альбом «Akeldama» в 2006 году, активно принимая участие в турне с такими командами, как Necrophagist, Decapitated, Nile и The Black Dahlia Murder. Во время записи альбома «Akeldama» барабанщик Бретт Бэтдорф покинул группу; новый барабанщик Ник Пирс записал барабанную партию одноимённой альбому песни. В группе сменилось много временных барабанщиков перед приходом текущего барабанщика Лайла Купера. В ноябре 2008 они выпустили второй альбом «Planetary Duality». В январе 2009 группа поехала в североамериканское турне с Meshuggah и Cynic, а в феврале 2009 — в другое североамериканское турне с Cannibal Corpse, Neuraxis и Obscura. Следом группа съездила в турне по США с такими командами как In Flames, Between The Buried And Me, и 3 Inches of Blood, затем турне с Dying Fetus. Группа была подтверждена в тур по Европе как участник Bonercrusher Fest зимой 2010, бок о бок с The Black Dahlia Murder, 3 Inches of Blood, Necrophobic, Obscura, Carnifex и Ingested.

## Состав

### Текущий состав
- Майкл «Machine» Кин — гитара, чистый вокал, вокодер (2004—наши дни);
- Эндрю Вирруэта — гитара (2018 — наши дни)
- Чейсон Вестморленд — барабаны (2015 — наши дни)
- Брэндон Гиффин — бас — (2004—2010, 2015 — наши дни)
- Кен Соркерон — вокал (2016 — наши дни)

### Бывшие участники
- Джастин Маккини - ритм-гитара (2015-2017)
- Эван Брюэр — бас-гитара (2011—2014);
- Джеффри Фикко — основной вокал (2011—2014);
- Алекс Рудингер — ударные (2013—2014).
- Уэс Хоч — ритм-гитара (2012—2014);
- Лайл Купер — ударные (2007—2013);
- Стив Джонс — гитара (2004—2012);
- Дерек «Demon Carcass» Ридквист — основной вокал (2006—2011);
- Джаред Лэндер — бас-гитара (2010);
- Майкл Шерер — клавишные, синтезатор;
- Брет Бэтдорф — ударные (2004—2006);

## Дискография

### Альбомы
- Akeldama (2006)
- Planetary Duality (2008)
- Autotheism (2012)
- In Becoming A Ghost (2017)

### Демо
- Demo (2006)